# Tysfjord (Meeresarm)

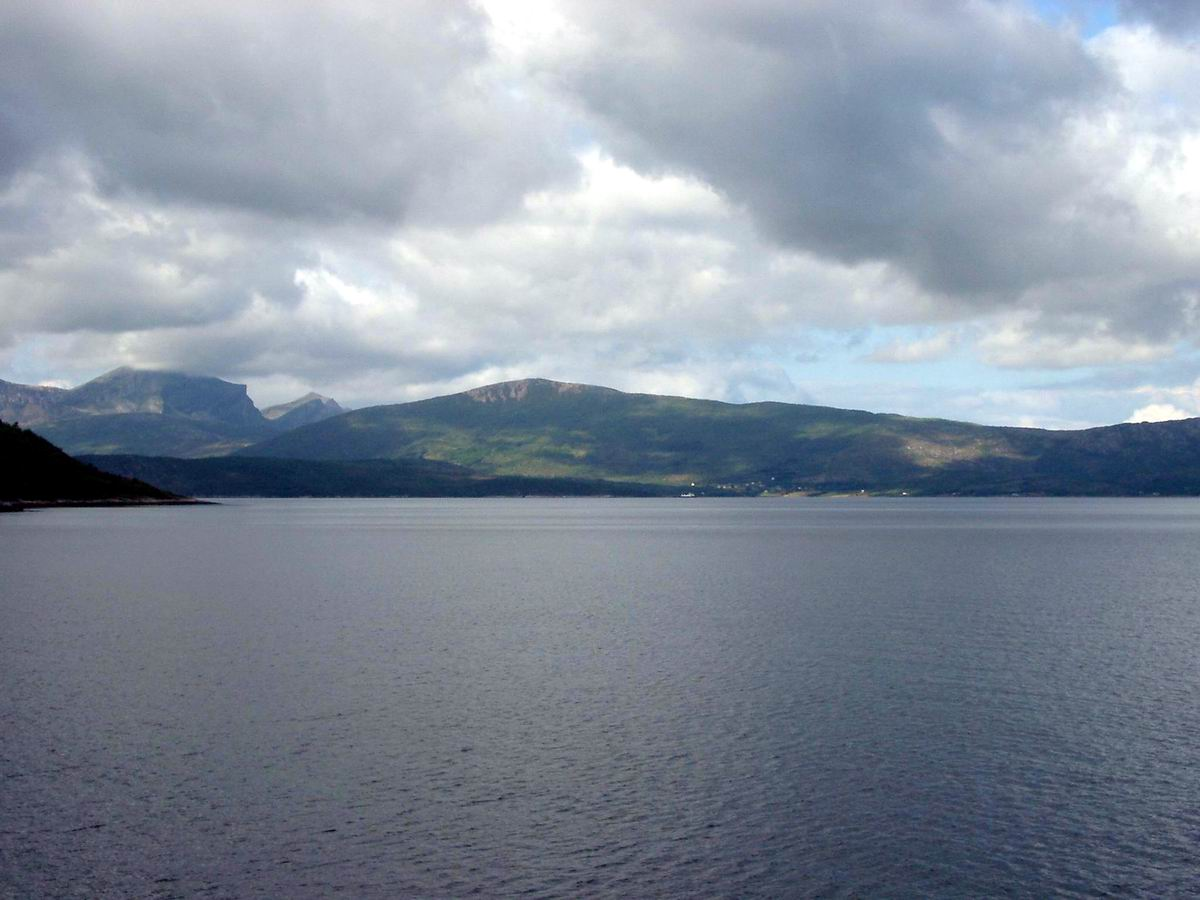
Tysfjord zwischen Narvik und Mo i Rana: Blick von Skrovkjosen nach Bognes

Der Tysfjord (norwegisch Tysfjorden, lulesamisch Divtasvuodna) ist ein Fjord zwischen den nordnorwegischen Gemeinden Narvik und Hamarøy in Nordland, der sich vom inneren Teil des Vestfjords nach Süden erstreckt. Der Fjord ist 59 km (32 sm) lang (von Korsnes bis Hellmobotn) und bei Hulløya 897 m tief.
Seine wichtigsten Seitenarme sind Beisfjord, Fuglfjord, Grunnfjord, Hellmofjord, Indre Tysfjord, Mannfjord, Stefjord und Tømmeråsfjord. Der norwegische Name ist eine Ableitung des samischen  Wortes divtas. Der zweite Wortteil vuodna bedeutet „fjord“.
Der Fjord war Namensgeber der zum 1. Januar 1869 gegründeten und zum 1. Januar 2020 aufgelösten Kommune Tysfjord.

## Geografie
Der Tysfjord hat seine Mündung südlich der Insel Barøya und nördlich von Korsnes. Er ist der östlichste Seitenarm des Vestfjords. Die Halbinsel Bremneset liegt beim Übergang zwischen dem Vestfjord und dem Ofotfjord.
Die Länge des Fjords kann auf zwei verschiedene Arten definiert werden:
1. Die längste Länge ist 59 km von Bremneset bis zum Weiler Hellmobotn am Ende des Hellmofjords.
2. Der Tysfjord ohne Fjordarme ist nur 29 km lang von Bremneset bis Hellandskjånes.

### Fjordarme
Der Tysfjord hat acht Seitenarme. Von Nordosten:
- Stefjord (16 km lang)
- Tømmeråsfjord (5 km)
- Fuglfjord (4,5 km). Dieser zweigt beim breitesten Teil des Tysfjords ab und wird auch Haukøyfjord genannt.

Weiter auf der Ostseite folgen:
- Indre Tysfjord (17 km)
- Mannfjord (12,8 km)
- Grunnfjord (15 km).

Auf der Westseite:
- Beisfjord (4,5 km).

In südlicher Richtung, als Verlängerung des Tysfjords:
- Hellmofjorden (31 km). Dieser ist sogar zwei Kilometer länger als der Hauptfjord.

Skrovkjosen ist eine große und markante Bucht, die acht Kilometer östlich von der Mündung in den Tysfjord vom Hellmofjord abzweigt.

### Inseln

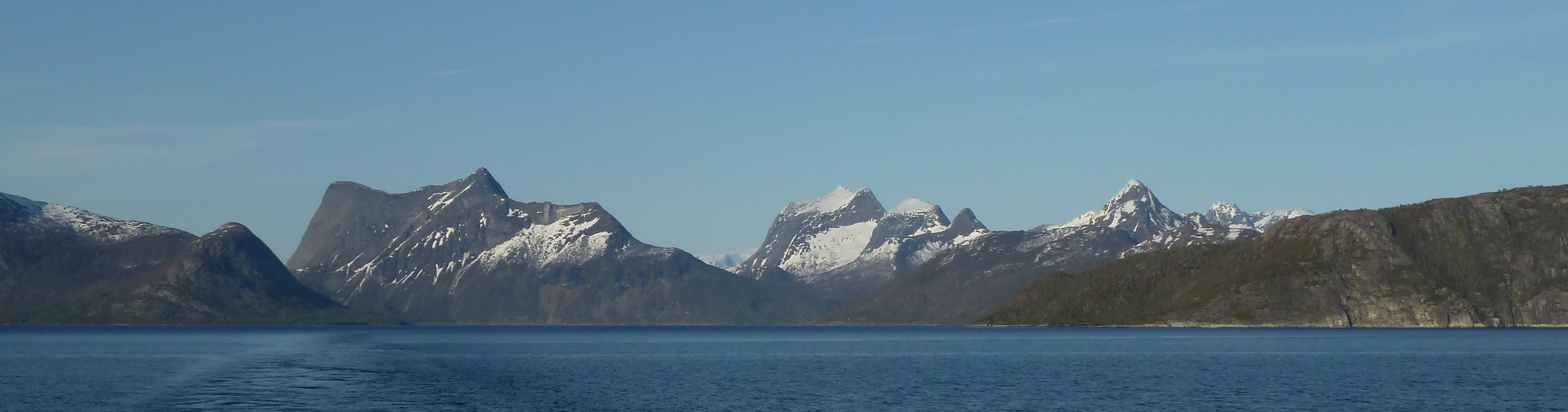
Fjellrekke am Fuße des Skrovkjosen (TorbjørnS)

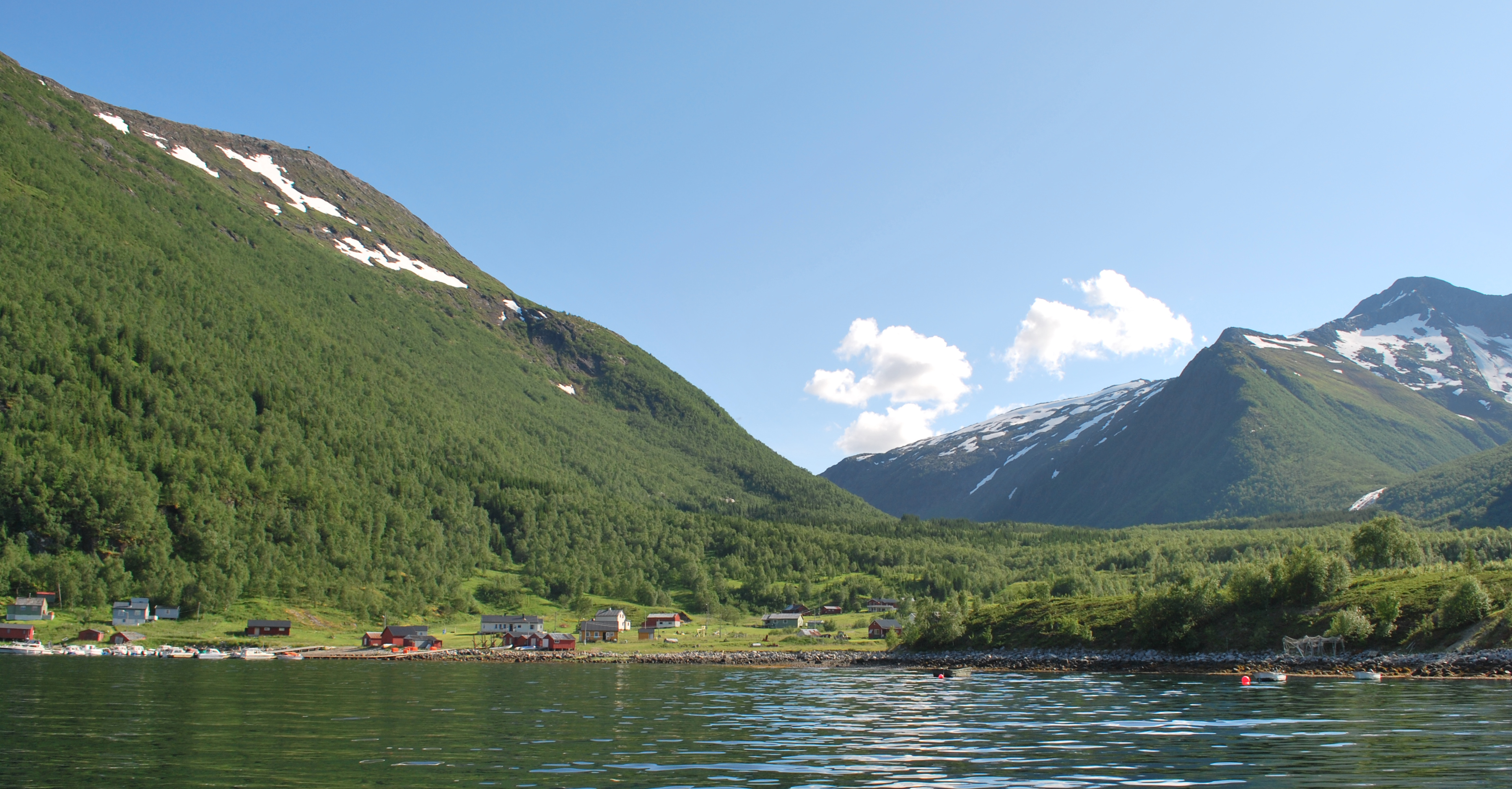
Musken in Hellmofjorden (Helge Høifødt)

Hulløya zwischen dem Kjøpsviksund und Hulløysund ist die größte Insel im Tysfjord mit einer Fläche von 22 km². Südwestlich davon liegt die wesentlich kleinere Insel Litl-Hulløya (ca. 0,8 km²). Haukøyholmen mit etwa 1,3 km² ist die größte Insel im Haukøyfjord. Die Insel Bekkenesholmen mit einem Naturschutzgebiet im Skrovkjosen ist etwa 0,4 km² groß.

### Umgebung
Das Gebiet auf der Westseite des Tysfjords besteht relativ wenig bewaldeten Bergen und Hügeln, mit einer Reihe von Seen zwischen dem Beisfjorden und Drag. Bogvetten ist mit 521 m der höchste Punkt nördlich von Storjord. Südlich von Hellandsberg, beim Hellmofjord, geht die Landschaft fast unmittelbar in ein zusammenhängendes Fjellgebiet über, das sich fast um den gesamten Rest des Fjordsystems bis Valletendan bei Bremneset außerhalb des Ofotfjords erstreckt. Die meisten Gipfel reichen dort über 700 m, einige sogar über 1000 m.
Es gibt verstreute Häusergruppen in einigen isolierten Tälern, die von der Fjordküste in die Höhe ansteigen. Zum Beispiel haben Hellmobotn und Mannfjordbotn ungefähr 2 km² Flachland, bevor der Anstieg in die Berge beginnt. Kjøpsvik liegt bei Kjøpsnes eingeklemmt zwischen dem Fjord und dem 849 m hohen Lifjell. Stetind (1391 m), Norwegens Nationalfjell am Stefjord ist der höchste Berge in der Umgebung des Tysfjords. Für das größtenteils unberührte Fjell- und Fjordgebiet im innern Teil und weiter nach Osten in Richtung Schweden ist die Einrichtung eines Naturreservats vorgeschlagen worden.
Dies soll sich von Sørfold im Süden bis Ballangen im Norden erstrecken.

## Besiedlung
Mit Ausnahme ein paar kleinerer Weiler ist die ganze Bevölkerung der ehemaligen Gemeinde Tysfjord, insgesamt fast 2000 Personen, rund um den Fjord angesiedelt. Das Gemeindezentrum Kjøpsvik liegt an der Ostseite. Der Tätort Drag und der kleinere Ort Storjord am Beisfjord fungieren als lokale Zentren für die Westseite des Fjords, vor allem für Hellandsberg südlich von Drag und Korsnes nördlich von Storjord. Südlich von Kjøpsvik liegt der Ort Storå. Musken, mitten am Hellmofjord, gilt als der einzige Ort mit rein lulesamischer Bevölkerung in Norwegen. Hellmobotn, Grunnfjordbotn, Mannfjorden und einige Höfe und Weiler längs der Fjordarme sind heute entvölkert.

## Verkehr

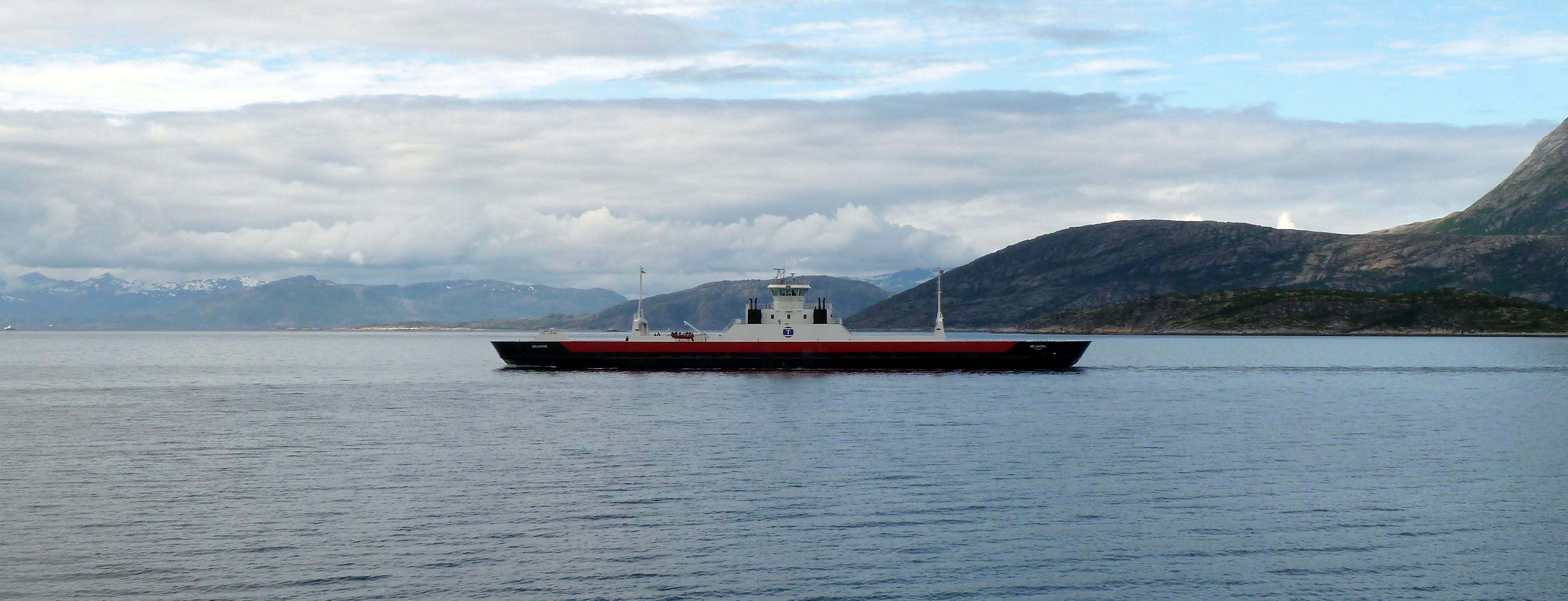
Die Melshorn im Verlauf der E6. Parallel dazu, im Verlauf der Straße 827, fährt das Schwesterschiff, die Vardehorn

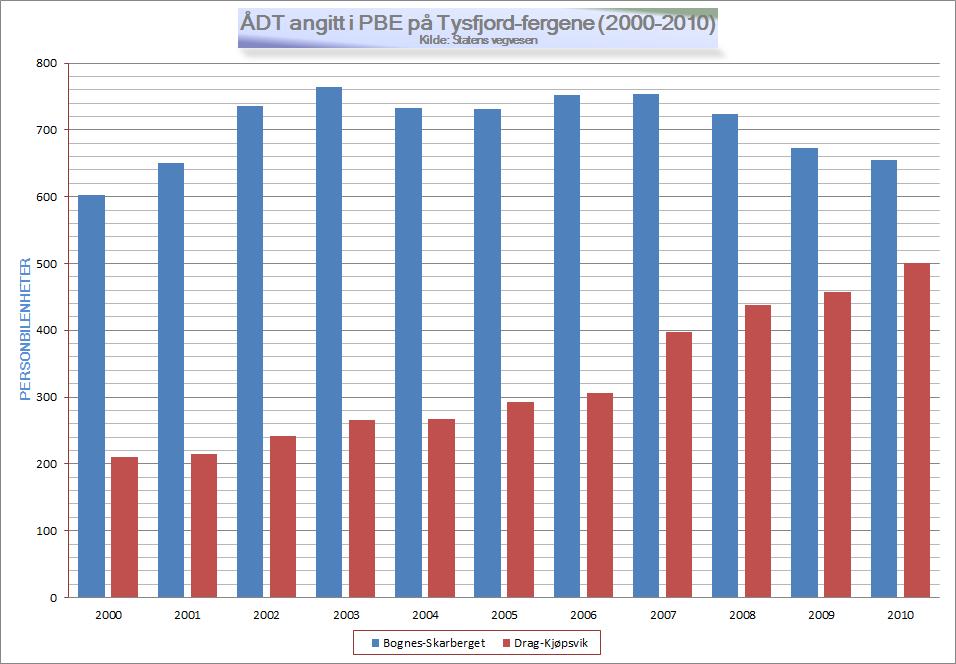
Verkehrsentwicklung im Tysfjord-Gebiet.
Durchschnittliche Verkehrsstärke, gezählt in gewichteten Fahrzeugeinheiten pro Tag 2000–2010
(Quelle: Vegvesenet)

- Drei wichtige Fährverbindungen kreuzen den Tysfjord oder haben an diesem einen Ausgangspunkt:

E6 im Norden zwischen Bognes auf der Westseite und Skarberget auf der Ostseite.
Rv827 im Süden zwischen Drag auf der Westseite und Kjøpsvik auf der Ostseite.
Verbindung zwischen Bognes und Lødingen über den Vestfjord ist eine wichtige Verbindung zwischen den Europastraßen E6 und E10.
- Ein Schnellboot verbindet einige weglose Weiler am Tysfjord und seinen Fjordarmen (Nevervika, Storå og Hulløya) mit Kjøpsvik und Drag.
- Die Regionalstraße 681 (Fylkesvei) führt von der E 6 5 km nach Norden bis nach Korsnes.
- Die Regionalstraße 682 (Fylkesvei) führt von der E 6 5 km nach Süden von Drag bis nach Hellandsberg.
- Die Regionalstraße 683 (Fylkesvei) führt von der E 6 5 km nach Osten entlang dem Beisfjord.
- Eine kommunale Straße führt von der Regionalstraße 683 nach Süden bis nach Nevervika.
- Die Regionalstraße 684 (Fylkesvei) führt von Kjøpsvik 8 km nach Norden bis nach Hundholmen und Kjelkvika.
- Die Straßen zwischen der E 6 und Eidet auf der Ostseite des Skrovkjosen und zwischen der N 827 und Haukøya entlang dem Tømmeråsfjord.
- Die Straßen zwischen Storå und Tørrnes sowie zwischen Tjårrnes und Råna, die nicht weiter mit anderen Straßen verbunden sind.

### Geschichte
- Um die Straße bis Korsnes befahrbar zu machen, wurde die Fährverbindung nach Skarberget 1941 eröffnet. 1942 wurde die Anlegestelle der Fähre nach Bognes verlegt.
- Die Fähre zwischen Drag und Kjøpsvik  wurde 1968 eröffnet und ging 1992 in der Dreiecksverbindung, die auch Skarberget einschloss, auf.

#### Polarbahn
Während der deutschen Besetzung im Zweiten Weltkrieg wurden  Alternativen für die Trassierung der Polarbahn in Richtung Narvik geprüft:
Eine Eisenbahnfähre zwischen Korsnes und Skarberget oder ein Spiraltunnel bei Hellmobotn, der eine fährenfreie Verbindung ermöglicht hätte.

#### Fährenfreie E6
Verkehrsmäßig teilt der Tysfjord Norwegen in zwei Teile. Die Fährverbindung zwischen Bognes und Skarberget ist die einzige noch verbleibende Fähre auf der E6. Die einzigen fährenfreien Umfahrungsmöglichkeiten führen durch Schweden. Folgende Lösungen sind vorgeschlagen worden:
In der letzten Untersuchung, die für die Gegend vorgenommen worden ist, wurden fünf mögliche Konzepte untersucht, darunter ein 13 km langer unterseeischer Tunnel oder eine 3 km lange Brückenverbindung zwischen den Gebieten um Bognes und Skarberget.
Eine neue Straßentrasse, die südlich nach Drag führt und mit vier Brücken die RV827 verbindet, wurde auch vorgeschlagen.
Die Untersuchung wurde 2012 an das norwegische Verkehrsministerium übergeben, mit Empfehlungen des Statens vegvesen, die jetzige E6-Verbindung aufrechtzuerhalten, verbessern und möglichst zu verkürzen, während die RV827-Verbindung geschwächt werden kann, um eine lokalere Funktion mit Umwidmung zu einer Regionalstraßenverbindung zu erhalten.
Der Zeithorizont für diese Untersuchung reicht bis 2040, was bedeutet, dass der Wunsch nach einer fährenfreien E6 wahrscheinlich nicht in der näheren Zukunft realisiert wird.

## Tourismus
- Tier- und Polarlichtsafari.
- Tauchen.
- Höhlenwanderungen in der tiefsten Höhle Nordeuropas, Råggejávrrerájgge.
- Hellmobotn ist ein beliebter Ausgangspunkt für Skilangläufer, mit markierten Loipen, die unter anderem bis nach Schweden führen.
- Der Wanderweg Grenseleden (schwedisch Gränsleden) mit dem Ausgangspunkt am Sørfjord ist ein markierter Wanderweg, der früher als Handelsroute und im Zweiten Weltkrieg als Fluchtroute nach Schweden verwendet wurde[5].

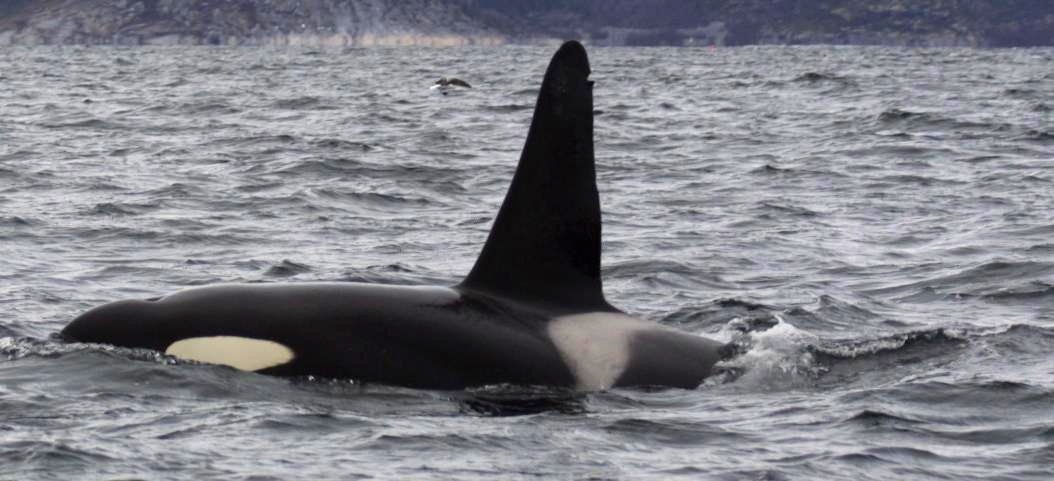
Schwertwale (Orcas) im Tysfjord
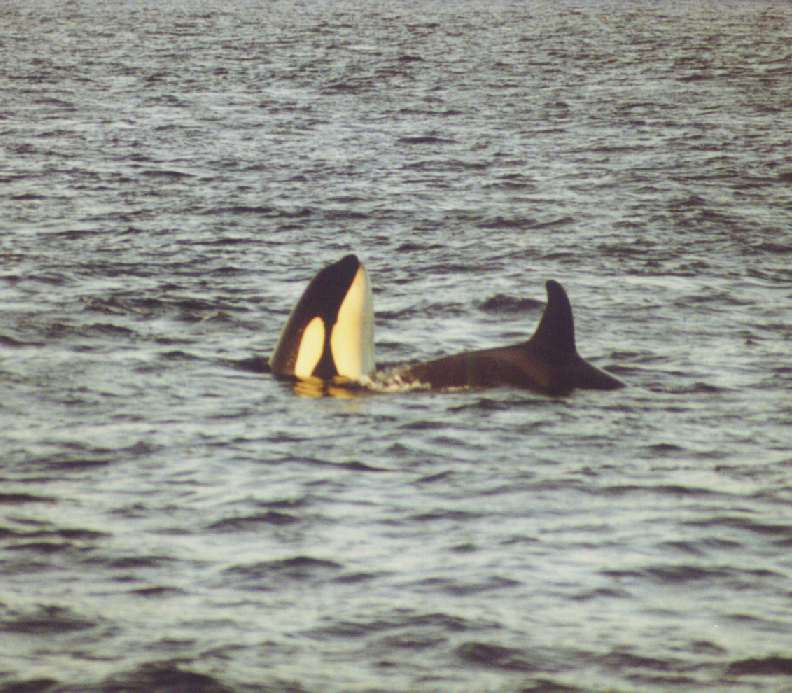
Zwei Orcas im Tysfjord
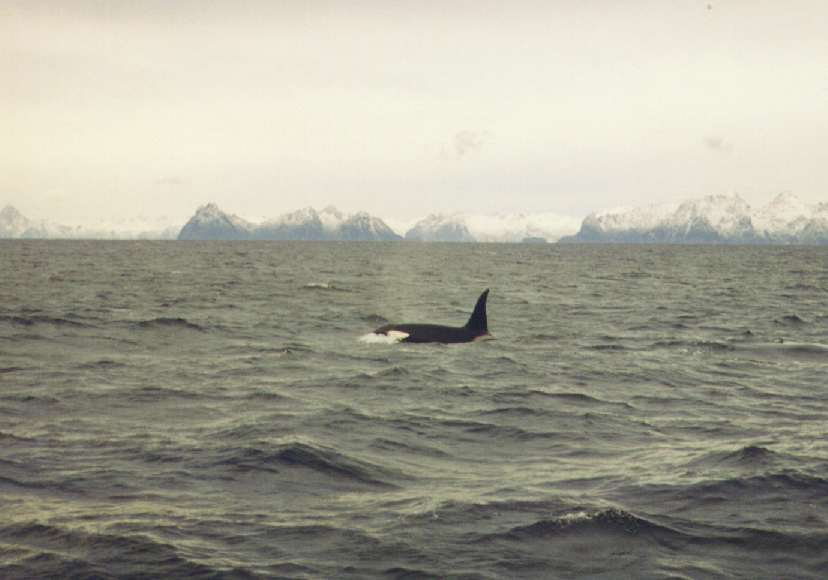
Orca im Tysfjord in der Abenddämmerung
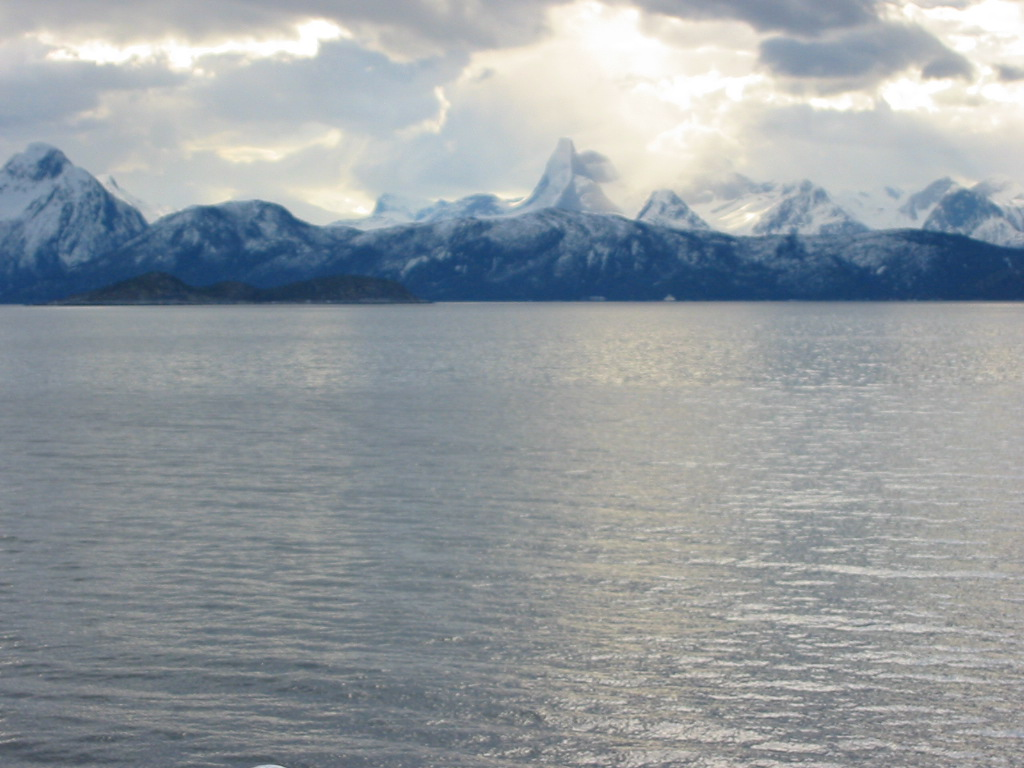
Blick von Norden